# بنای یادبود چهار گوشه
بنای یاد بود چهار گوشه (Four Corners Monument) بنایی است از سنگ خارا و برنج که مکان تلاقی ایالت‌های آریزونا, کلرادو, نیومکزیکو, و یوتا را مشخص می‌کند. این موقعیت، تنها نقطه در آمریکا است که همزمان با چهار ایالت در ارتباط است. ایده مشخص کردن مرزها با بناهای یادبود که توسط کنگره و به منظور مبارزه با گسترش برده‌داری به نقاط دیگر ارائه شد، به دوران پیش از جنگ داخلی آمریکا باز می‌گردد. از زمانی که ایالت‌ها تعیین شدند، مرزهای آنها با کمک خطوط مختصات جغرافیایی تعیین شدند. از دهه ۱۸۶۰ میلادی، مرزهای بین‌ ایالتی به مرور، مورد بررسی مجدد و علامت‌گذاری قرار گرفتند.